# Masistyloides kononenkoi
Masistyloides kononenkoi är en tvåvingeart som beskrevs av Richter 1972. Masistyloides kononenkoi ingår i släktet Masistyloides och familjen parasitflugor. Inga underarter finns listade i Catalogue of Life.